# Giudecca di Bivona
La giudecca di Bivona (o Judaica) fu l'antico quartiere ebraico posto all'interno del centro abitato di Bivona, città feudale del val di Mazara, nell'area dei Sicani, in Sicilia.

## Storia
Il più antico documento in cui si parla della giudecca bivonese risale al 18 agosto 1494: si tratta del testamento di un certo Nicola Mataffo, in cui si fa riferimento alla «contrata della iudeca».

## Descrizione

### Ubicazione

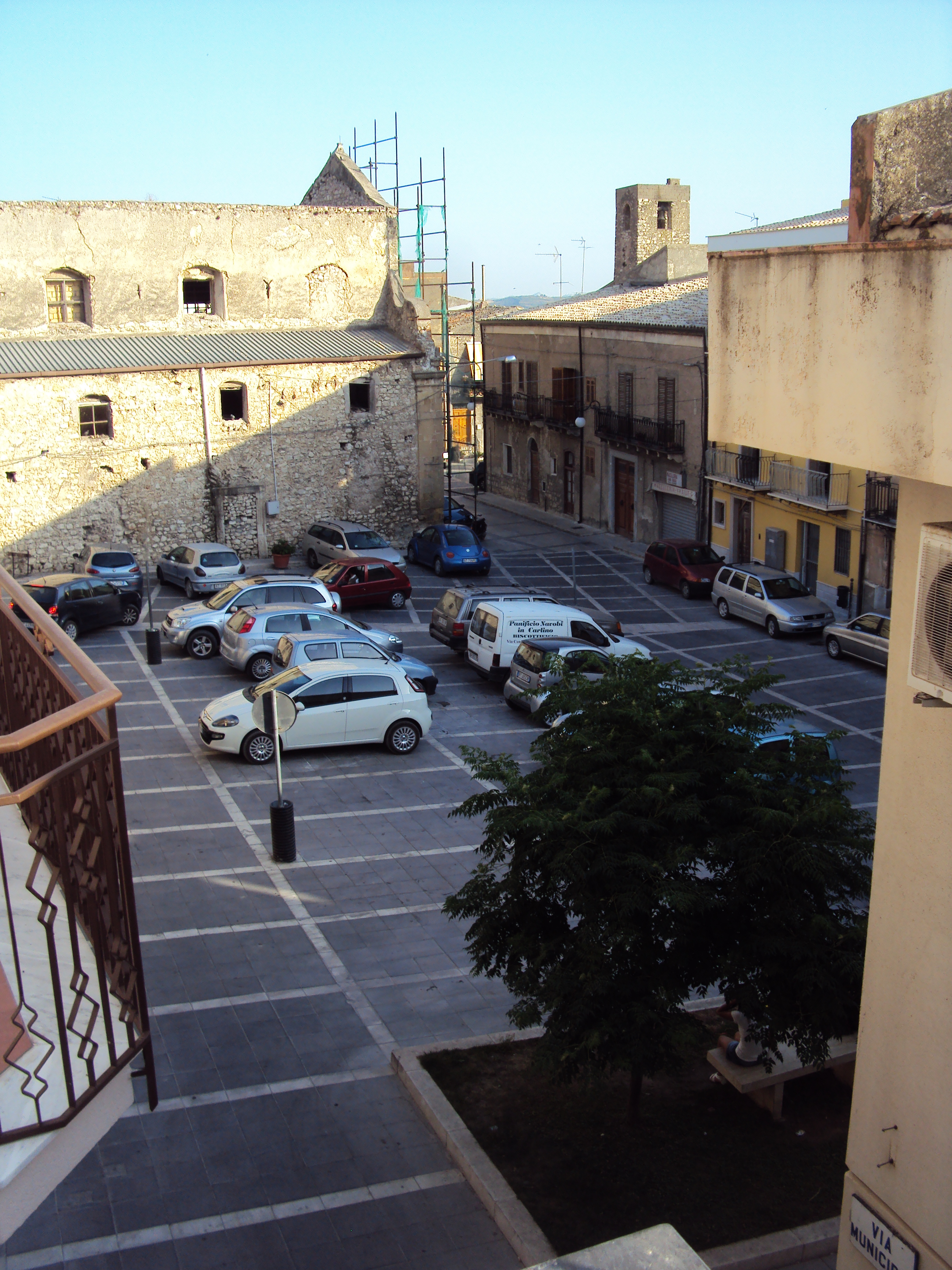
L'attuale piazza Giovanni Cinà, tra la chiesa di Santa Maria di Loreto e la chiesa madre, corrisponde grosso modo al centro dell'antica giudecca di Bivona

La giudecca di Bivona era posta in una zona centrale del centro abitato: era ubicata, infatti, tra la chiesa di Santa Maria di Loreto e la chiesa della Maddalena (poi divenuta la nuova chiesa madre cittadina). Ciò viene confermato da due atti notarili.
Nel primo, risalente al 1559, si afferma che mastro Nicola Greco
Nel secondo, del 1721, si annoverano i beni del patrimonio ecclesiastico del clerico Carlo Gianchino, tra cui
Risultano erronee, pertanto, le ipotesi avanzate da alcuni studiosi, tra cui il bivonese Giovan Battista Sedita, il quale ipotizzò che gli ebrei di Bivona abitarono nei quartieri Garrano e Fontana Pazza:

### Sinagoga

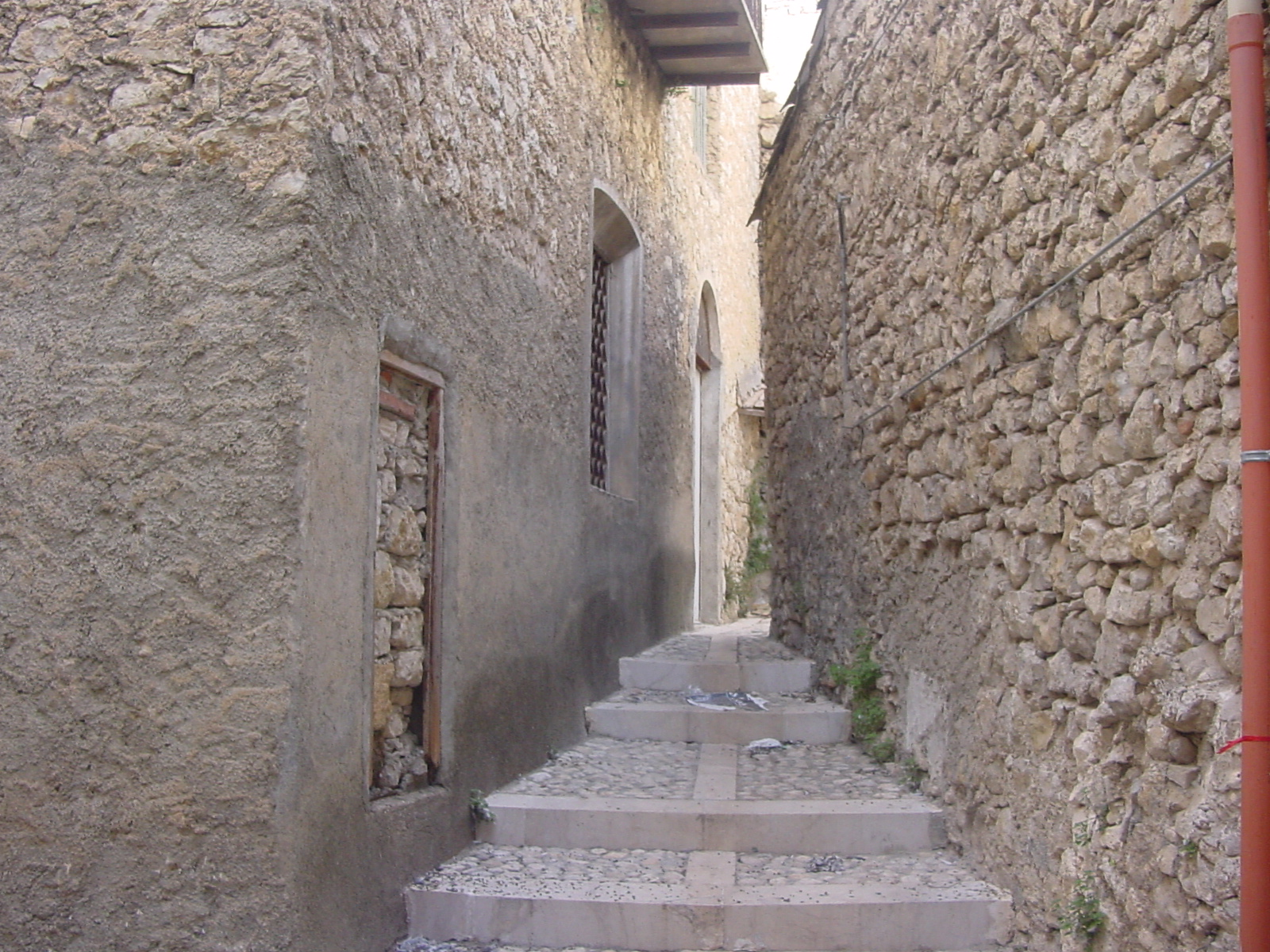
Ingresso al cortile Canzeri, in cui era localizzata la sinagoga bivonese

Nonostante la certezza dell'esistenza di una sinagoga a Bivona, tuttora non se ne conosce l'esatta ubicazione. Qualche cenno alla sinagoga bivonese si ritrova nelle disposizioni testamentarie di don Vincenzo La Vecchia del 1º dicembre 1614, in cui si afferma:
Moschea (o, con termine arabo, moschita) era la voce siciliana con cui si denominava la sinagoga ebraica.

### Altri edifici
Molto verosimilmente, all'interno della giudecca si trovavano anche il locale per la purificazione delle donne e la sede per la riunione della aljama, la comunità giudaica del posto. Sono assenti anche le indicazioni topografiche di altri locali abitualmente presenti nei quartieri ebraici, come la scuola, i bagni per la purificazione rituale, il forno, il macello e l'ospedale.
Per quanto riguarda quest'ultimo, a Bivona esisteva e godeva di un proprio bilancio e di proprie rendite. Ad occuparsi professionalmente dell'ospedale nell'ultimo periodo di esistenza della comunità ebraica bivonese fu il medico Salomone Bas, incaricato di esigere i crediti dell'ospedale stesso col nuovo nome di Gabriele Zavatteri.
Si ignora anche l'ubicazione del cimitero ebraico, solitamente affidato a una chaboria (una confraternita) e sito fuori le mura, nei pressi di quella porta di città più vicina alla giudecca.

### Tipologia delle abitazioni
Documenti posteriori al 1492, anno dell'espulsione degli ebrei dalla Sicilia, offrono alcune informazioni sulla tipologia delle abitazioni della giudecca. Il quartiere ebraico di Bivona era ricco di tenimenti di case, ovvero abitazioni, terrane e solerate, formate da più stanze. Di uguale tipologia erano le case degli ebrei poste nella piazza principale del paese, contigua e quasi confusa alla giudecca stessa.
La proprietà edilizia degli ebrei era ovviamente diversificata: vi era chi possedeva diverse tenute di case, botteghe e catoi, e vi era chi abitava in case in affitto.

### Superficie
La giudecca di Bivona doveva raggiungere l'estensione di circa 5000 m². Il calcolo approssimativo è stato effettuato moltiplicando il numero delle famiglie ebree presenti a Bivona (circa 70) per 36 m², che è la superficie media di un'abitazione terrana di quel periodo. Il risultato ottenuto è stato infine raddoppiato, per includere anche le strade ed altri spazi pubblici del quartiere.